# Jordi Frederic de Brandenburg-Bayreuth
Jordi Frederic de Brandenburg-Bayreuth (en alemany Georg II Friedrich von Brandenburg-Bayreuth) va néixer el 19 de juny de 1688 a Obersutzbürg (Alemanya) i va morir el 17 de maig de 1735 a Bayreuth. Era un noble alemany de la Casa de Hohenzollern, fill de Cristià Enric de Brandenburg-Kulmbach (1661-1708) i de Sofia Cristiana de Wolfstein (1667-1737).
A través de la seva mare, va rebre una sòlida educació religiosa iniciant els seus estudis Bielefeld. Entre el 1700 i el 1704, per a completar la seva formació va viatjar per diversos països europeus, entre altres a Dinamarca, França i Països Baixos. Després va estudiar durant quatre anys a la Universitat d'Utrecht. A la mort del seu pare, el 1708, va tornar a la residència famíliar del castell de Weferlingen.
Va heretar un margraviat fortament endeutat, per la qual cosa va prestar una especial atenció a la millora de les finances i es va centrar en la recuperació dels dominis que havia perdut en seu pare en favor de Prússia. A diferència de molts dels seus governants contemporanis, no va tenir ambicions militars o polítiques. Es va dedicar a les qüestions internes i fonamentalment a promoure institucions educatives i socials.

## Matrimoni i fills
El 17 d'abril de 1709 es va casar amb Dorotea de Schleswig-Holstein-Sonderburg-Beck (1685-1761), filla del duc Frederic Lluís (1653-1728) i de Lluïsa Carlota de Schleswig-Holstein-Sonderburg-Augustenburg (1658-1740). El matrimoni va tenir cinc fills: 
- Cristina (1710-1739), casada amb el príncep Alexandre de Thurn i Taxis (1704-1773).
- Frederic (1711-1763), casat primer amb Guillemina de Prússia (1709-1758), i després amb Sofia Carolina de Brunsvic-Wolfenbüttel (1737-1817).
- Guillem Ernest (1712-1733)
- Carlota (1713-1747), casada amb el duc Ernest August I de Saxònia-Weimar (1688-1748)
- Sofia Guillemina (1714-1749), casada amb el príncep Carles d'Ostfriesland (1716-1744).